# Lez-Fontaine (Belgique)
Pour les articles homonymes, voir Lez-Fontaine.
Lez-Fontaine est un hameau belge de l'ancienne commune de Natoye, situé dans la commune de Hamois en Région wallonne (province de Namur).